# Amphipappus fremontii
Amphipappus es un género monotípico de plantas con flores perteneciente a la familia de las asteráceas. Su única especie: Amphipappus fremontii Torr. & A.Gray, se encuentra en Estados Unidos.

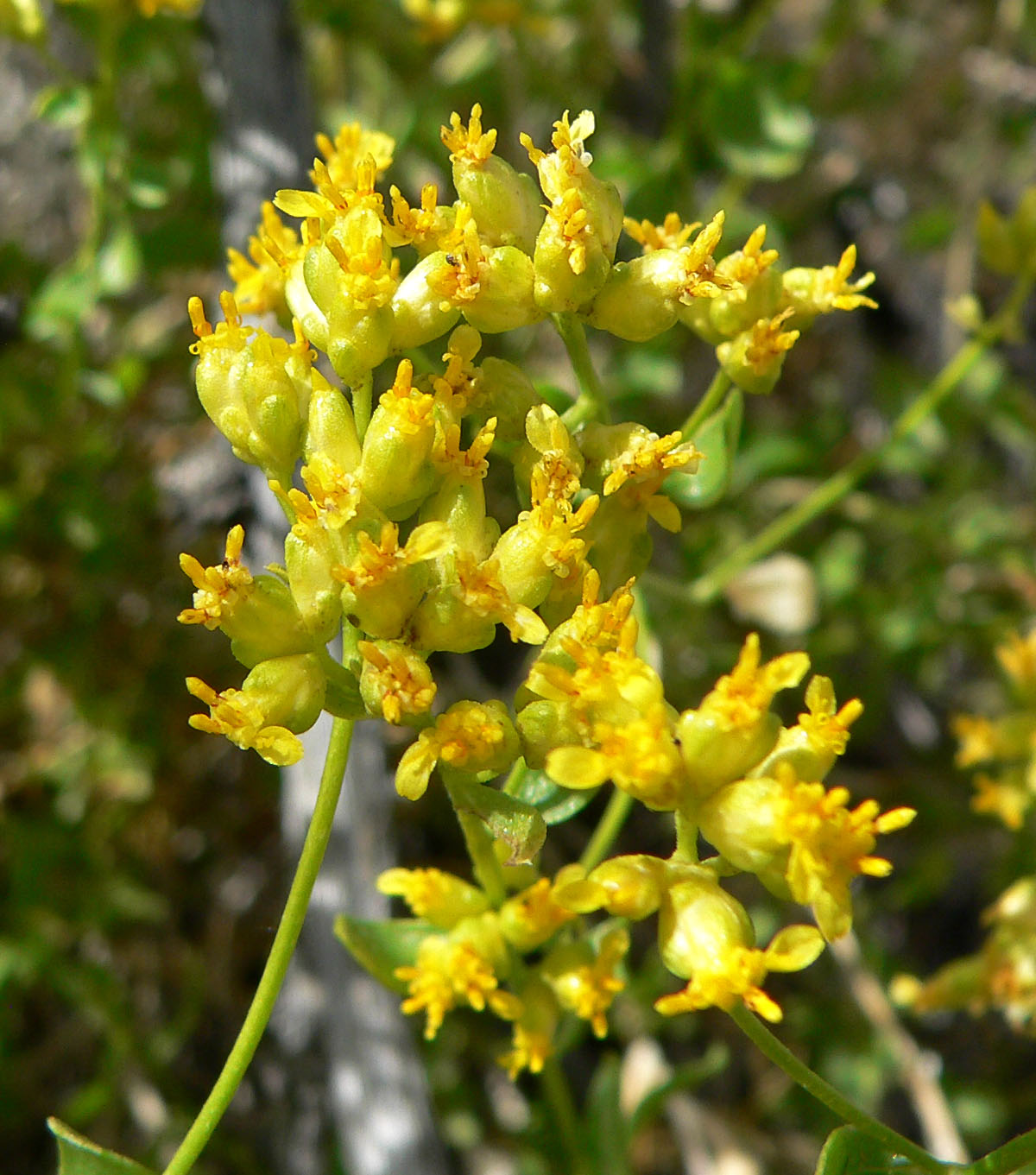
Inflorescencia.

## Descripción
Son arbustos ramificados que crecen hasta los 50 cm de altura. Son nativos del suroeste de Estados Unidos, donde sus redondeados grupos están dispersos sobre secas zonas rocosas.

## Taxonomía
Amphipappus fremontii fue descrita por (Torr.) A.Gray y publicado en Boston Journal of Natural History 5(1): 108. 1845.
Etimología
Amphipappus: nombre genérico que deriva de las palabras griegas: amphi , "ambos  o dobles", y pappus = "vilano" , en referencia al vilano doble.
fremontii: epíteto otorgado en honor del explorador John C. Frémont,
Sinonimia
- Amphiachyris fremontii (Torr. & A.Gray) A.Gray
- Gutierrezia fremontii (Torr. & A.Gray) Benth.
- Gutierrezia fremontii (Torr. & A.Gray) Benth. ex O.Hoffm.[6]